# Ribellione di Koçgiri
La ribellione di Koçgiri (in curdo Serhildana Qoçgiriyê‎, in turco Koçgiri İsyanı) fu una rivolta curda, scoppiata nella regione prevalentemente militante di Koçgiri nell'attuale provincia orientale di Sivas nel febbraio 1921. La ribellione fu inizialmente alevita, ma riuscì a raccogliere il sostegno delle vicine tribù sunnite. I capi tribù avevano stretti rapporti con l'Associazione per lo sviluppo del Kurdistan (SAK). La ribellione fu sconfitta nel giugno 1921.

## Contesto
Dopo la firma del Trattato di Sèvres, i curdi iniziarono a sentirsi più fiduciosi di poter almeno raggiungere una sorta di governo autonomo per se stessi. Abdulkadir Ubeydullah, figlio dello sceicco Ubeydullah e presidente della SAK, sostenne l'idea di un'autonomia curda all'interno della Turchia. Tuttavia Nuri Dersimi e Mustafa Pasha volevano più dell'autonomia e volevano stabilire un Kurdistan indipendente secondo l'articolo 64 del trattato. Mustafa Kemal diede seguito agli eventi nell'area di Dersim e poiché venne a conoscenza che alcuni dei curdi stavano perseguendo l'autonomia in linea con i quattordici punti annunciati dal presidente degli Stati Uniti Woodrow Wilson, rispose che il piano di Wilson era inutile per il popoli delle province orientali e avrebbero dovuto piuttosto seguire il suo movimento nazionalista turco.

## Negoziati
I curdi intorno a Dersim iniziarono a prepararsi per un'eventuale resa dei conti con i nazionalisti turchi e fecero irruzione in diversi depositi di armi turchi. Nell'ottobre 1920 catturarono abbastanza aree per sentirsi in una posizione di forza e Alisan Bey, il capo di Refahiye, preparò le tribù per l'indipendenza. Infine, il 15 novembre 1920, consegnarono ai kemalisti una dichiarazione che affermava quanto segue.
- Il governo di Ankara dovrebbe rispettare l'accordo che i curdi avevano con il sultano di Istanbul e accettare l'autonomia curda
- Il governo di Ankara dovrebbe anche informare le persone che hanno scritto la dichiarazione riguardo al loro approccio verso un Kurdistan autonomo.
- Tutti i prigionieri curdi nelle carceri di Erzincan, Malatya, Elaziz (oggi Elazıĝ) e Sivas saranno rilasciati.
- L'amministrazione turca nelle aree a maggioranza curda deve andarsene
- E i militari turchi che sono stati inviati nelle aree curde dovrebbero ritirarsi

Chiesero una risposta entro il 24 novembre 1920. Il 25 dicembre, i curdi chiesero nuovamente i loro maggiori diritti politici nelle province di Diyarbakir, Bitlis, Van ed Elaziz, come concordato nel Trattato di Sèvres. I kemalisti in un primo momento ascoltarono le loro richieste di maggiore libertà politica, ma allo stesso tempo trasferirono in modo significativo truppe nella regione per sedare la ribellione. Tuttavia, il governo turco cercò di ingannare i curdi inviando il governatore di Elaziz a Pertek per assicurarli che Mustafa Kemal accettava le richieste. Mustafa Kemal nominò persino altri membri del parlamento della regione. Anche il governo turco si offrì di assegnare un Mütessarif curdo alla regione, ma i rivoluzionari rappresentati da Seyit Riza e Alişan Bey (funzionario del Refahiye) rifiutarono l'offerta, e reiterarono la loro richiesta di volere un governo curdo indipendente e non imposto da Ankara.

## La rivolta
A seguito di questa risposta, Mustafa Kemal ordinò l'arresto di Nuri Dersimi e il 20 dicembre venne arrestato e portato in prigione.
Il comandante dell'esercito centrale Nureddin Pasha inviò una forza di circa 3 000 cavalieri e di irregolari, inclusi i battaglioni di Topal Osman. Nel febbraio iniziarono i combattimenti tra le parti e i turchi chiesero la resa incondizionata dei rivoluzionari curdi. Un primo importante scontro tra le fazioni si concluse vittorioso per i curdi, ma i combattimenti continuarono e i ribelli furono schiacciati il 17 giugno 1921.
Prima di reprimere i ribelli, Nureddin Pasha disse (secondo alcune fonti, questa affermazione appartiene a Topal Osman):
La brutalità della repressione fece decidere alla Grande Assemblea Nazionale di processare Nureddin Pasha. Sebbene Nureddin Pasha sia stato licenziato il 3 novembre 1921 e richiamato ad Ankara, Mustafa Kemal Pasha intervenne e impedì un processo.